# Scott Robertson (Wasserspringer)
Scott Stephen Robertson (* 24. Juni 1987 in Sale) ist ein australischer Wasserspringer. Er startet für den Verein Whitehorse Diving Club in den Disziplinen Kunstspringen vom 1-m- und 3-m-Brett sowie im 3-m-Synchronspringen.
Er nahm an den Olympischen Spielen 2008 in Peking teil. Im 3-m-Synchronspringen wurde er zusammen mit Robert Newbery Achter.
Sein bestes Ergebnis bei Schwimmweltmeisterschaften war ein siebter Rang im 3-m-Synchronspringen zusammen mit Grant Nel 2007 in Melbourne. 2006 nahm Robertson erstmals an den Commonwealth Games teil. Er wurde mit Matthew Mitcham Fünfter im 3-m-Synchronwettbewerb. 2010 in Delhi konnte er mit Bronze vom 1-m-Brett seine erste internationale Medaille erringen.
2004 gewann Robertson Silber bei den Juniorenweltmeisterschaften.